# Pearsall
Pour les articles homonymes, voir Pearsall (homonymie).
La ville américaine de Pearsall (en anglais [ˈpɪərsɔːl]) est le siège du comté de Frio, dans l’État du Texas. Elle comptait 9 146 habitants lors du recensement de 2010, contre 7 157 en 2000.